# Madona Bouglione
Madona Bouglione (Nogent-sur-Marne, 1945) es una directora artística y empresaria de circo francesa.

## Trayectoria
Tuvo una gran influencia en el desarrollo del circo en Francia, siguiendo los pasos de su padre Alfred Bouglione, que dirigió el Cirque d'Hiver hasta 1954.
En 1969, Bouglione conoció al artista Salvador Dalí y lo ayudó en la creación de sus happennings y durante las emisiones televisivas. En 1970, realizó su primer espectáculo colectivo Open Circus en la Cartoucherie de Vincennes bajo una carpa de cinco mil asientos donde reunió al circo con Livio Togni, los diablos blancos, música con pop, Pink Floyd, Deep Purple, James Brown, Gong, Magma y teatro con Fernando Arrabal y The Living Theatre. Dalí dio cenas improvisadas allí. Al año siguiente, creó espectáculos náuticos con un elefante sobre esquís acuáticos. En 1978, fue la asesora técnica de las películas de James Bond Moonraker y El último amante romántico de Just Jaeckin.
En 1980, Madona Bouglione a vu fue una columna publicada en el diario Libération sobre el mundo del circo. Este mismo año publicó su novela, Ce soir deux cirques dans votre ville (es español: Esta noche dos circos en tu ciudad). En 1986 asumió la dirección del cine Le Ranelagh, que luego se convirtió en el Teatro Le Ranelagh. Su programación permitió conocer a una nueva generación de payasos: Slava Polunin, Gardi Hutter y otros. Este espectáculo fue objeto de un vídeo llamado El año de todos los payasos, lanzado en 1991 por Warner Home Video.
En 1992 ingresó a la Comisión Nacional de Circo del Ministerio de Cultura de Francia y fue miembro del comité de expertos del Premio Nacional de Artes Circenses. Fue la asesora artística de payasos en el festival Just for Laughs de Montreal en 1995. Al año siguiente creó el espectáculo En ruta hacia Siena, que se representó internacionalmente durante varios años. En 1999 dirigió La vida imprevisible de Lola Montez.
En marzo de 2000, adaptó y dirigió Bonjour, Bel Ami! basada en el novela de Guy de Maupassant y Los amores de Bastien Bastienne, ópera de Mozart, en 2004. Tras veinte años programando en el teatro le Ranelagh, se dedicó al circo y tomó la dirección artística de Cirque O Présent, unos encuentros internacionales de diversas compañías de circo, en los que se ofrecen residencias para artistas, se acompaña a los equipos de circo en la Carpa de la Plaza Redonda para que puedan crear y presentar en espacios frontales o circulares, además de las condiciones artísticas y técnicas para que los equipos puedan reunirse con el público y los profesionales.
En 2010 se creó en el Teatro Olivier su nuevo espectáculo Pentimento, una versión circense contemporánea de El lago de los cisnes, con música de Tchaikovsky que incorpora tecnologías digitales. Instaló tres carpas blancas en la isla Segunda e invitó al Cirque du Soleil con el espectáculo Corteo y Kooza; y al Cirque Plume con el espectáculo L'atelier du peintre. Presentó un espectáculo para la Fundación Pernod Ricard durante la noche anual del mundo del arte contemporáneo. También gestionó El Baile amarillo durante la Feria internacional de arte contemporáneo, en el que actuó la cantante Björk y se rodó un programa de televisión llamado The Best. En 2015, la empresa La Française des Jeux presentó el espectáculo Chance de Bouglione en su gira por las playas de Francia, ante catorce mil espectadores cada noche.
En 2018, el espectáculo The Golden Edge se presentó al público en Kuwait bajo el nombre de Circus Madona Bouglione, con artistas de todo el mundo.
Es historiadora de circo y de las artes callejeras, y ha impartido conferencias, como: Somos los constructores de lo efímero. El circo no tiene formas ni fronteras, tiene la libertad del arte.

## Obra (selección de espectáculos)
- 1970 - Open Circus.[1]
- 1996 - Sur la route de Sienne.
- 1999 - La vie imprévisible.
- 2000 - Bonjour, Bel Ami.
- 2001 - La planète nomade.
- 2004 - Les amours de Bastien-Bastienne o Le magicien du village.